# Herb powiatu kętrzyńskiego
Herb powiatu kętrzyńskiego – jeden z symboli powiatu kętrzyńskiego.

## Wygląd i symbolika
Herb przedstawia na tarczy dwudzielnej w słup w polu lewym błękitnym kłos pszeniczny złoty w słup, a w polu prawym srebrnym z zieloną podstawą niedźwiedzia czarnego wspiętego na świerk zielony (symbol nawiązujący do herbu Kętrzyna).